# PBR322

Representació esquemàtica del pBR322

pBR322 és un plasmidi que durant molt de temps va ser el principal en clonació en E. coli. Va ser creat el 1977 al laboratori Herbert Boyer a la Universitat de California a San Francisco. La P significa plasmidi mentre que la B i la R fa honor als seus creadors, Francisco Bolivar Zapata i Raymond L. Rodriguez.
pBR322 té una longitud de 4361 parells de bases i té dos gens de resistència als antibiòtics:
- el gen bla que codifica la proteïna de resistència a l'ampicil·lina (AmpR) 
- el gen tetA que codifica la proteïna de resistència a la tetraciclina (TetR). Conté l'origen de la replicació de pMB1 i el gen rop, que codifica un restrictor del nombre de còpies del plasmidi.
El plasmidi té llocs de restricció únics per a més de quaranta enzims de restricció. Onze d'aquests quaranta llocs es troben dins del gen TetR. Hi ha dos llocs per als enzims de restricció HindIII i ClaI dins del promotor del gen TetR.
Hi ha sis llocs clau de restricció dins del gen AmpR. La font d'aquests gens de resistència als antibiòtics són pSC101 per a la tetraciclina i RSF2124 per a l'ampicil·lina.
La seqüència circular es numera de manera que 0 és el centre del únic lloc EcoRI i el recompte augmenta a través del gen TetR. Si hem d'eliminar l'ampicil·lina, per exemple, hem d'utilitzar endonucleasa de restricció o tisores moleculars contra PstI i aleshores pBR322 es tornarà antiresistent a l'ampicil·lina. El mateix procés d'inactivació d'inserció es pot aplicar a la tetraciclina. El gen AmpR és la penicil·lina beta-lactamasa.
Els promotors P1 i P3 són per al gen de la beta-lactamasa. P3 és el promotor natural i P1 es crea artificialment mitjançant la lligadura de dos fragments d'ADN diferents per crear pBR322. P2 es troba a la mateixa regió que P1, però està a la cadena oposada i inicia la transcripció en la direcció del gen de resistència a la tetraciclina.
La seqüència del pBR322 és
| pBR322 1 ttctcatgtt tgacagctta tcatcgataa gctttaatgc ggtagtttat cacagttaaa 61 ttgctaacgc agtcaggcac cgtgtatgaa atctaacaat gcgctcatcg tcatcctcgg 121 caccgtcacc ctggatgctg taggcatagg cttggttatg ccggtactgc cgggcctctt 181 gcgggatatc gtccattccg acagcatcgc cagtcactat ggcgtgctgc tagcgctata 241 tgcgttgatg caatttctat gcgcacccgt tctcggagca ctgtccgacc gctttggccg 301 ccgcccagtc ctgctcgctt cgctacttgg agccactatc gactacgcga tcatggcgac 361 cacacccgtc ctgtggatcc tctacgccgg acgcatcgtg gccggcatca ccggcgccac 421 aggtgcggtt gctggcgcct atatcgccga catcaccgat ggggaagatc gggctcgcca 481 cttcgggctc atgagcgctt gtttcggcgt gggtatggtg gcaggccccg tggccggggg 541 actgttgggc gccatctcct tgcatgcacc attccttgcg gcggcggtgc tcaacggcct 601 caacctacta ctgggctgct tcctaatgca ggagtcgcat aagggagagc gtcgaccgat 661 gcccttgaga gccttcaacc cagtcagctc cttccggtgg gcgcggggca tgactatcgt 721 cgccgcactt atgactgtct tctttatcat gcaactcgta ggacaggtgc cggcagcgct 781 ctgggtcatt ttcggcgagg accgctttcg ctggagcgcg acgatgatcg gcctgtcgct 841 tgcggtattc ggaatcttgc acgccctcgc tcaagccttc gtcactggtc ccgccaccaa 901 acgtttcggc gagaagcagg ccattatcgc cggcatggcg gccgacgcgc tgggctacgt 961 cttgctggcg ttcgcgacgc gaggctggat ggccttcccc attatgattc ttctcgcttc 1021 cggcggcatc gggatgcccg cgttgcaggc catgctgtcc aggcaggtag atgacgacca 1081 tcagggacag cttcaaggat cgctcgcggc tcttaccagc ctaacttcga tcactggacc 1141 gctgatcgtc acggcgattt atgccgcctc ggcgagcaca tggaacgggt tggcatggat 1201 tgtaggcgcc gccctatacc ttgtctgcct ccccgcgttg cgtcgcggtg catggagccg 1261 ggccacctcg acctgaatgg aagccggcgg cacctcgcta acggattcac cactccaaga 1321 attggagcca atcaattctt gcggagaact gtgaatgcgc aaaccaaccc ttggcagaac 1381 atatccatcg cgtccgccat ctccagcagc cgcacgcggc gcatctcggg cagcgttggg 1441 tcctggccac gggtgcgcat gatcgtgctc ctgtcgttga ggacccggct aggctggcgg 1501 ggttgcctta ctggttagca gaatgaatca ccgatacgcg agcgaacgtg aagcgactgc 1561 tgctgcaaaa cgtctgcgac ctgagcaaca acatgaatgg tcttcggttt ccgtgtttcg 1621 taaagtctgg aaacgcggaa gtcagcgccc tgcaccatta tgttccggat ctgcatcgca 1681 ggatgctgct ggctaccctg tggaacacct acatctgtat taacgaagcg ctggcattga 1741 ccctgagtga tttttctctg gtcccgccgc atccataccg ccagttgttt accctcacaa 1801 cgttccagta accgggcatg ttcatcatca gtaacccgta tcgtgagcat cctctctcgt 1861 ttcatcggta tcattacccc catgaacaga aatccccctt acacggaggc atcagtgacc 1921 aaacaggaaa aaaccgccct taacatggcc cgctttatca gaagccagac attaacgctt 1981 ctggagaaac tcaacgagct ggacgcggat gaacaggcag acatctgtga atcgcttcac 2041 gaccacgctg atgagcttta ccgcagctgc ctcgcgcgtt tcggtgatga cggtgaaaac 2101 ctctgacaca tgcagctccc ggagacggtc acagcttgtc tgtaagcgga tgccgggagc 2161 agacaagccc gtcagggcgc gtcagcgggt gttggcgggt gtcggggcgc agccatgacc 2221 cagtcacgta gcgatagcgg agtgtatact ggcttaacta tgcggcatca gagcagattg 2281 tactgagagt gcaccatatg cggtgtgaaa taccgcacag atgcgtaagg agaaaatacc 2341 gcatcaggcg ctcttccgct tcctcgctca ctgactcgct gcgctcggtc gttcggctgc 2401 ggcgagcggt atcagctcac tcaaaggcgg taatacggtt atccacagaa tcaggggata 2461 acgcaggaaa gaacatgtga gcaaaaggcc agcaaaaggc caggaaccgt aaaaaggccg 2521 cgttgctggc gtttttccat aggctccgcc cccctgacga gcatcacaaa aatcgacgct 2581 caagtcagag gtggcgaaac ccgacaggac tataaagata ccaggcgttt ccccctggaa 2641 gctccctcgt gcgctctcct gttccgaccc tgccgcttac cggatacctg tccgcctttc 2701 tcccttcggg aagcgtggcg ctttctcata gctcacgctg taggtatctc agttcggtgt 2761 aggtcgttcg ctccaagctg ggctgtgtgc acgaaccccc cgttcagccc gaccgctgcg 2821 ccttatccgg taactatcgt cttgagtcca acccggtaag acacgactta tcgccactgg 2881 cagcagccac tggtaacagg attagcagag cgaggtatgt aggcggtgct acagagttct 2941 tgaagtggtg gcctaactac ggctacacta gaaggacagt atttggtatc tgcgctctgc 3001 tgaagccagt taccttcgga aaaagagttg gtagctcttg atccggcaaa caaaccaccg 3061 ctggtagcgg tggttttttt gtttgcaagc agcagattac gcgcagaaaa aaaggatctc 3121 aagaagatcc tttgatcttt tctacggggt ctgacgctca gtggaacgaa aactcacgtt 3181 aagggatttt ggtcatgaga ttatcaaaaa ggatcttcac ctagatcctt ttaaattaaa 3241 aatgaagttt taaatcaatc taaagtatat atgagtaaac ttggtctgac agttaccaat 3301 gcttaatcag tgaggcacct atctcagcga tctgtctatt tcgttcatcc atagttgcct 3361 gactccccgt cgtgtagata actacgatac gggagggctt accatctggc cccagtgctg 3421 caatgatacc gcgagaccca cgctcaccgg ctccagattt atcagcaata aaccagccag 3481 ccggaagggc cgagcgcaga agtggtcctg caactttatc cgcctccatc cagtctatta 3541 attgttgccg ggaagctaga gtaagtagtt cgccagttaa tagtttgcgc aacgttgttg 3601 ccattgctgc aggcatcgtg gtgtcacgct cgtcgtttgg tatggcttca ttcagctccg 3661 gttcccaacg atcaaggcga gttacatgat cccccatgtt gtgcaaaaaa gcggttagct 3721 ccttcggtcc tccgatcgtt gtcagaagta agttggccgc agtgttatca ctcatggtta 3781 tggcagcact gcataattct cttactgtca tgccatccgt aagatgcttt tctgtgactg 3841 gtgagtactc aaccaagtca ttctgagaat agtgtatgcg gcgaccgagt tgctcttgcc 3901 cggcgtcaac acgggataat accgcgccac atagcagaac tttaaaagtg ctcatcattg 3961 gaaaacgttc ttcggggcga aaactctcaa ggatcttacc gctgttgaga tccagttcga 4021 tgtaacccac tcgtgcaccc aactgatctt cagcatcttt tactttcacc agcgtttctg 4081 ggtgagcaaa aacaggaagg caaaatgccg caaaaaaggg aataagggcg acacggaaat 4141 gttgaatact catactcttc ctttttcaat attattgaag catttatcag ggttattgtc 4201 tcatgagcgg atacatattt gaatgtattt agaaaaataa acaaataggg gttccgcgca 4261 catttccccg aaaagtgcca cctgacgtct aagaaaccat tattatcatg acattaacct 4321 ataaaaatag gcgtatcacg aggccctttc gtcttcaaga a |
| --- |